# Björn Herrmann
Björn Herrmann (* 6. Juli 1973 in Bremen; † 6. April 2023) war ein deutscher Autor und freier Ausstellungsmacher. Er publizierte zur Automobil-,  Schifffahrts- und Kunstgeschichte und der Sachkultur. Er kuratierte Ausstellungen in den Bereichen Kunstgeschichte, Bildende Kunst, Sachkultur und an Gedenkorten.

## Biografie
Herrmann studierte Kulturwissenschaft und Geschichte an der Universität Bremen. Er war an dieser Universität Lehrbeauftragter in den Studiengängen Kulturwissenschaft und Kunst- und Kulturvermittlung. Herrmann war Mitglied im Autorenkollektiv der Zeitschrift 79oktan und des Forums für Fahrzeuggeschichte F-Kubik.
Herrmann war seit 1996 Mitglied des Rates der Gemeinde Schwanewede und des Kreistages des Landkreises Osterholz und in beiden Gremien Vorsitzender der SPD-Fraktion.
Für das niedersächsische Freilichtmuseum Museumsdorf Cloppenburg verfasste Herrmann im Jahr 2009 den Museumsführer und für den Worpsweder Museumsverbund 2014 gemeinsam mit Katharina Groth die Publikation zur Jubiläumsausstellung „Mythos und Moderne – 125 Jahre Künstlerkolonie Worpswede“, die beide auch gemeinsam kuratierten.
Im Jahr 2018 erschien das Buch West-Autos in der DDR zu den wirtschaftlichen und politischen Hintergründen der Importe westlicher Fahrzeuge in der DDR, das u. a. im Spiegel besprochen wurde und zur Grundlage einer mehrteiligen Serie in der Sendung Umschau des MDR wurde.
Im Jahr 2020 verfasste er gemeinsam mit Manuel Miserok ein Buch zur Geschichte des Seenotrettungskreuzers Otto Schülke, der ab 2021 als Museumsschiff auf der Insel Norderney liegen soll.

## Ausstellungen
Herrmann gestaltete ab 2008 gemeinsam mit Wilfried Blumentritt und Harald Grote die Dauerausstellung des Dokumentations- und Lernortes Baracke Wilhelmine und die Sonderausstellung zum Thema Lebensborn in seiner Heimatgemeinde Schwanewede.
Für den Worpsweder Museumsverbund kuratierte er 2012 im Rahmen des Sommerausstellung „Heinrich Vogeler - Künstler, Träumer, Visionär“ die Ausstellungen Der politische Vogeler in der Worpsweder Kunsthalle und Vogeler in der Sowjetunion in der Großen Kunstschau Worpswede im Rahmen der Ausstellung Heinrich Vogeler - Künstler, Träumer, Visionär.
2013 realisierte er gemeinsam mit Susanna Böhme-Netzel und Bernd Stenzig in der Worpsweder Kunsthalle eine Ausstellung mit Werken von Josephine Meckseper.
2014 kuratierte Herrmann mit Katharina Groth in der Großen Kunstschau Worpswede, dem Barkenhoff, der Worpsweder Kunsthalle und dem Haus im Schluh die Jubiläumsausstellung Mythos und Moderne – 125 Jahre Künstlerkolonie Worpswede, die sich erstmals auch kritisch mit der Rolle Worpswedes in der NS-Zeit auseinandersetzte.
Als kommissarischer künstlerischer Leiter der Großen Kunstschau Worpswede verwirklichte Herrmann 2015 gemeinsam mit Katharina Groth, Axel Brasgalla und Waldemar Grazewicz die Ausstellung KunstWege-LebensZeichen mit Werken von Käthe Kollwitz.
2016 entstand gemeinsam mit demselben Team im Rahmen der großen Sommerausstellung des Worpsweder Museumsverbundes die Ausstellung Die Wilden Zwanziger - Bernhard Hoetger in der Großen Kunstschau Worpswede, die u. a. Hoetgers Nähe zu den germanischen Rassenideologien der Nationalsozialisten thematisierte.
Für die Stiftung niedersächsische Gedenkstätten erstellte er 2019 die Voruntersuchung zu den nationalsozialistischen Lagern im Bereich der Gemeinde Schwanewede, die zur Baustelle des Bunker Valentin gehörten.
Im Rahmen der von Jürgen Strasser und Rüdiger Lubricht geleiteten RAW-Phototriennale 2020 in Worpswede realisierte Herrmann mit Strasser und Matthias Sabelhaus pandemiebedingt das Online-Format RAW FREI HAUS.

## Publikationen
- Uwe Meiners (Hrsg.), Björn Herrmann: Museumsführer / Museumsdorf Cloppenburg, das Niedersächsische Freilichtmuseum. Museumsdorf Cloppenburg, Cloppenburg 2009, ISBN 978-3-938061-20-6.
- Katharina Groth, Björn Herrmann (Hrsg.): Mythos und Moderne: 125 Jahre Künstlerkolonie Worpswede. Wienand Verlag Köln, 2014, ISBN 978-3-86832-203-3.
- Björn Herrmann: West-Autos in der DDR. 79Oktan-Verlag, Zettlitz 2018, ISBN 978-3-00-062003-4.
- Björn Herrmann, Manuel Miserok: Seenotrettungskreuzer Otto Schülke - Ein Museumsschiff für Norderney. Verein Museumskreuzer Otto Schülke, Norderney 2020.
- Björn Herrmann: Technik-Transfer der besonderen Art: West-Autos in der DDR in Ulrich Knaack, Halwart Schrader (Hrsg.): Technik-Transfer: Wege über Grenzen – Grenzen im Weg (Archiv für Fahrzeuggeschichte: 5. F-kubik-Symposium Eisenach 2019), FGV-Verlag, Münster 2020, ISBN 978-3-9810348-4-4